# 90-та панцергренадерська дивізія (Третій Рейх)
90-та панцергренадерська дивізія (Третій Рейх) (нім. 90. Panzergrenadier-Division) — панцергренадерська дивізія Вермахту за часів Другої світової війни.

## Історія
90-та панцергренадерська дивізія була сформована 6 липня 1943 на території італійського острову Сардинія шляхом переформування дивізії «Сардинія».

## Райони бойових дій
- Італія (липень 1943 — квітень 1945).

## Командування

### Командири
- генерал-лейтенант Карл-Ганс Люнгерсгаузен (нім. Carl-Hans Lungershausen) (6 липня — 20 грудня 1943);
- оберст, з 1 лютого 1944 — генерал-майор, з 1 серпня 1944 генерал-лейтенант Ернст Гюнтер Бааде (нім. Ernst-Günther Baade) (20 грудня 1943 — 9 грудня 1944);
- генерал-лейтенант Герхард фон Шверін (нім. Gerhard Graf von Schwerin) (9 — 26 грудня 1944);
- генерал-майор Генріх фон Бер (нім. Heinrich Baron von Behr) (26 грудня 1944 — 28 квітня 1945).

## Нагороджені дивізії
Нагороджені дивізії
|  | Кавалери Золотого Німецького Хреста                                                                        | 23 |
|  | Кавалери Срібного Німецького Хреста                                                                        | 3 |
|  | Кавалери Лицарського хреста Залізного хреста з Дубовим листям та Мечами                                    | 1 (№ 111 генерал-лейтенант Ернст Гюнтер Бааде — 16.11.1944)                                                                            |
|  | Кавалери Лицарського хреста Залізного хреста з Дубовим листям                                              | 3 № 402 оберст Ернст Гюнтер Бааде — 22.02.1944 № 522 гауптман Гайнц-Отто Фабіан — 09.07.1944 № 689 оберст Генріх фон Бер — 09.01.1945) |
|  | Кавалери Лицарського хреста Залізного хреста                                                               | 23 |
|  | Кавалери Почесної відзнаки Сухопутних військ «Почесна застібка на орденську стрічку для Сухопутних військ» | 15 |

- Нагороджені Сертифікатом Пошани Головнокомандувача Сухопутних військ (4)
- Нагороджені Сертифікатом Пошани Головнокомандувача Сухопутних військ за збитий літак противника (1)